# Cine de los Países Bajos

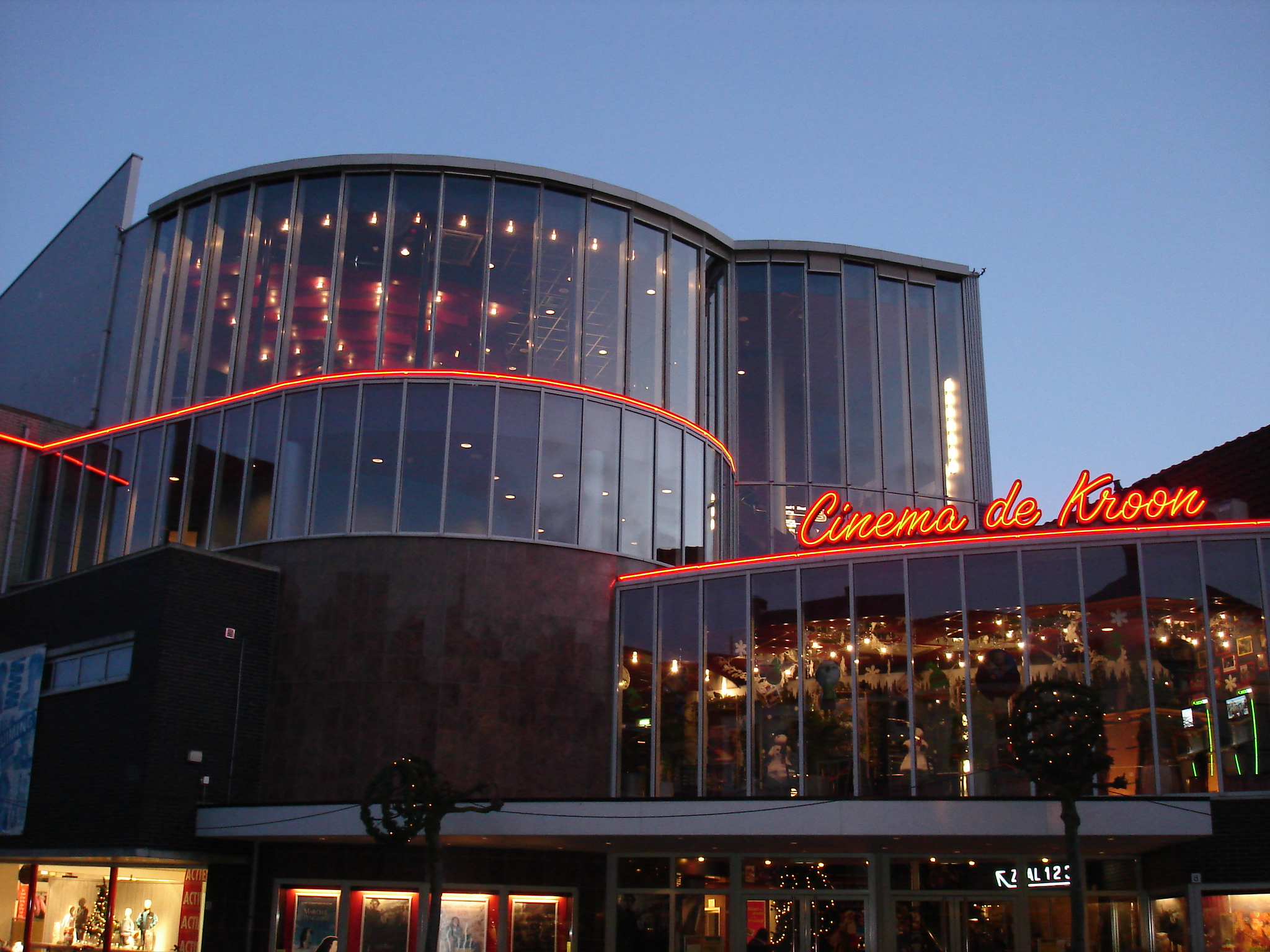
Uno de los cines de Países Bajos

El cine de Países Bajos se conoce como una pequeña industria que produce alrededor de 20 películas por año. Tres veces una película holandesa ganó un Óscar para la mejor película extranjera: El asalto (De aanslag), Antonia y Carácter (Karakter).
La ley declara que el Fondo de la Cinematografía Holandesa surgió en 1993, a partir de una fusión de dos fondos de producción. El Fondo es conocido internacionalmente, ya que proporciona un soporte financiero a todas los productores y distribuidores de películas dentro de la Unión Europea. En 2010, el presupuesto del fondo se estima acerca de 35 millones de euros.

## El inicio (1896 – 1910)
La primera proyección cinematográfica en Holanda tuvo lugar el 12 de marzo de 1896 en una tienda vacía en Ámsterdam. Los responsables de esta proyección fueron los hermanos franceses Auguste y Luis Lumière. Su firma mostró las mismas películas que en París, el 28 de diciembre de 1895. En este día nació el cine oficialmente. Las películas eran realistas y cortas (solo duraron algunos minutos).
El mundo cinematográfico fue dominado por los conocidos productores-exhibidores. Este grupo estaba formado por directores de teatros y circos, que vieron el cine como un complemento divertido de los programas de actividades ya existentes. Así se crearon los cines itinerantes, que pasaron por las ferias. Su época de esplandor se encuentra entre 1903 y 1908.
Las producciones provenían de otros países, mezcladas con grabaciones caseras, que carecían de sonido. La primera película muda fue dirigida por M. H. Laddé y se llamaba Pescador loco (Gestoorde hengelaar). Esta película se creó en 1896, pero no se ha conservado. Las primeras películas que sí se conservan se crearon en el año 1905.
Hacia 1910, el primer cine fijo abrió sus puertas, en Róterdam. En pocos años, los cines dominaron la vida nocturna en Holanda. Con la desaparición de las ferias y los teatros para las películas, perdieron popularidad las producciones caseras: los cines mostraron sobre todo producciones extranjera. Esto hizo que la producción nacional se redujera al mínimo.

## Período de esplendor (1912 – 1922)
La Primera Guerra Mundial cambió de signo la industria cinematográfica. La persona más importante de esta época fue Maurits Binger. Fue el fundador de la fábrica de películas Hollandia, la compañía más grande de producción y distribución en este ámbito hasta el año 1922. 
En 1919 Hollandia cerró su sección de documentales. Esta se independizó, convirtiendo su nombre en Polygoon, que, junto a la compañía Haghe Film, se convirtió en uno de las grandes potencias de la industria. Se crearon películas educativas e informativos, anuncios y noticias, los géneros más importantes en Holanda tras la Guerra. 
Tras la muerte de Binger, el 9 de abril de 1923, Hollandia se declaró en quiebra, ya que Binger fue el principal financiador de la empresa. Esto resultó como el fin de la época de esplendor.
Durante estos años, se crearon dos asociaciones que tuvieron gran importancia en el mundo cinematográfico: el 18 de mayo de 1918 se creó la Junta de Cines de Holanda (Nederlandse Bioscoopbond), y el 13 de mayo de 1827 se creó la Liga de Películas Holandesas (Nederlandse Filmliga). Entre los fundadores se encontraron Menno ter Braak y Jris Ivens, que tuvieron una visión renovadora de las películas.

## La Escuela de Documentales
Holanda se conoció en el extranjero sobre todo por su producción de documentales. El documentalista más influyente fue Joris Ivens. Empezó su carrera con la producción de películas experimentales sobre el arte, como El puente (De brug) y Lluvia (Regen). Ivens era comunista y pasó gran parte de su vida en Rusia y otros países de Europa Oriental. Pero también rodó en América, China, Australia y España. 
Tras la Segunda Guerra Mundial llegaron a ser conocidos los documentalistas Herman van der Horst y Ben Haanstra. Este último ganó el primer Óscar ganado por una película de origen holandés, en la categoría película corta. Haanstra consiguió mucha fama con la producción de documentales clásicos, entre los cuales destaca Alleman. Su película de ficción más conocida fue Fanfare, todavía una de las películas más vistas de todos los tiempos en Holanda.
La reputación de los holandeses como documentalistas siguió con Johan van der Keuken, quien rompió con el estilo de sus antecesores.

## 1958 – Un año clave
En este año se crea la Academia de Cine de Holanda (Nederlandse Filmacademie), en Ámsterdam. La educación empezó como una carrera con tres ramas: una rama artística con asignaturas como dirección y guion, una rama técnica con asignaturas como montaje y sonido, y una rama de producción. Entre las primeras promociones de la Academia se encontraron, entre otros, Pim de la Parra y Wim Verstappen, mejor conocidos como el dúo Pim y Wim. Con su estilo renovador tuvieron gran importancia en la industria cinematográfica.
En este año también se produjo la primera película en color: Jenny, de Hemert. También debutaron dos grandes directores: Fons Rademakers, con Pueblo en la orilla (Dorp aan de rivier), y Bert Haanstra, con Fanfare. Hoy en día, Rademakers todavía se conoce como el director de cine de ficción más importante de la historia del cine de Holanda. Algunas producciones suyas importantes fueron: Max Havelaar y El asalto.

## Los años 70
Este decenio fue una época de esplendor para el cine de Holanda. En estos años se generalizó la producción en color. La población acudió a los cines en números elevados y, por primera vez en la historia se llegó a números de visitantes por encima del millón.
A parte de la aparición de verdaderas estrellas, como Willeke van Ammelrooy, Moniqu van de Ven, Rutger Hauer y Jeroen Krabbé, los años 70 se caracterizaron por el éxito del director Paul Verhoeven. Las películas más conocidas que hizo, antes de irse a Hollywood, fueron Soldado van Oranje (Soldaat van Oranje) y Delicias Turcas (Turks fruit).

## Recesión (1980 – 1995)
En los años 80 y los principios de los años 90, el cine holandés experimentó una fuerte recesión. Las visitas al cine se redujeron, y el público evitó la producción nacional. Solo el 1 % de los beneficios mundiales del cine eran de origen holandés. Sin embargo, algunos hechos positivos del período fueron la película Abel, de Alex van Wamerdam, y la entrega de tres Óscar para mejor película extranjera, para: El Asalto (De aanslag) de Fons Rademakers, Antonia de Marleen Gorris y Carácter (Karakter) de Mike van Diem.
A mitad de los años 90 el cine se recuperó económicamente, con el éxito de algunas películas de bajo presupuesto, como Hermana (Zusje) de Robert Jan Westdijk y El tonto y las doncellas (Hufter en hofdames) de Eddy Terstall.

## A partir del nuevo milenio
A partir del año 2000 se volvieron a crear grandes éxitos comerciales, gracias a unas reformas gubernamentales favorables. Uno de los más conocidos fue Costa. Desde ese momento floreció el género de la película juvenil, destacando Kruimeltje, Abeltje y Pietje Bell.
Tras la película Costa, otras películas de origen holandés empezaron a llamar la atención. Hoy en día, Holanda conoce muchos actores y actrices como Barry Atsma, Carice van Houten, Reneé Soutendijk, Monique van de Ven y Rutger Hauer. Es imposible pensar en la historia del cine de Holanda sin conocer clásicos como Una mujer llega al médico (Komt een vrouw bij de dokter), Todo es amor (Alles is liefde) y Mujeres del Gooi (Gooische vrouwen).